# Индивидуална психология
Индивидуалната психология е термин, използван специално във връзка с психологическия метод и течение основано от виенския психоаналитик Алфред Адлер. Английското издание на работите на Адлер на тази тематика (1925) е колекция от ръкописи и лекции, правени главно в периода 1912 – 1914. Концепцията на „Индивидуалната психология“ е била формулирана в процеса, в който Адлер скъсва отношенията си с психоаналитичната школа на Зигмунд Фройд. В това смело развитие, Адлер нарича своята работа „свободна психоанализа“ за известно време, но по-късно отхвърля наименованието „психоаналитик“. Неговият метод, включващ холистичен подход към изучаването на характера, е изключително влиятелен в късните десетилетия на двадесети век във възпитанието и психиатричните стратегии.

## Психологията на Адлер
Адлер променя основите на психологическото детерминиране от секса и либидото (от гледна точка на Фройд) спрямо останалите фактори. Той отдава специално внимание на социалните фактори. Според него човек трябва да се бори или конфронтира с три сили – социална, обвързана с любовта и образоващи сили. Тези конфронтации определят крайната природа на личността. Адлер основава своите теории на пред възрастовото развитие на личността. Той поставя ударение върху такива неща като омразните деца, физическите деформация при раждане, комплекс за малоценност и други.
Адлерианската психология показва паралели с хуманистичната психология на Ейбрахам Маслоу, който признава влиянието на Адлер върху своите собствени теории. И индивидуалната, и хуманистичната психология твърдят, че индивидуалното човешко същество е най-добре определено от неговите или нейните собствени нужди, желания, интереси и растеж.

## Теория за компенсацията, загубата и свръхкомпенсацията
Според Адлер индивидуалното произтича от неговите личностни черти от тези основни външни фактори. Характерът на индивида се формира от неговия отговор към тяхното влияние по следните начини:
1. Компенсация
Всеки път когато личността страда от някакви неудобства, нейната главна цел става прекратяването на тези неудобства, които го поставят по-ниско спрямо другите. Тези, които успяват да го направят успяват в своя живот и на социална, както и на индивидиулна основа.
2. Покорство
Тук са тези, които се предават пред собственисе си неудобства и се примиряват с тях. Такива са мнозинството от хората. Нагласата им към света е студена, по скоро незаинтересована симпатия.
3. Свръхкомпенсация
Тук са хора, които толкова са замаени от идеята за компенсация на техните неудобства, че свършват с гоненето им. Това са невротиците.
По такъв начин външните фактори са жизнени по своя характер структури.
Гледните точки на Адлер не са само ободрителни, но сега са неделима част от всички психиатрични лечения и терапиии. Примери за психолози и терапевти, които могат да бъдат наречени „индивидиуални психолози“ в смисъла на Адлерианството включват Рудолф Драйкурс и Хенри Щайн.